# International Federation of Societies for Microscopy
Die International Federation of Societies for Microscopy (IFSM), deutsch: Internationaler Verband der Gesellschaften für Elektronenmikroskopie, ist eine internationale Organisation, welche die Interessen der Mikroskopie-Gemeinschaft vertritt. Sie wurde 1951 gegründet. Stand April 2025 vertritt die IFSM 36 nationale Gesellschaften, sowie 7 assoziierte Mitglieder. Zu den nationalen Mitgliedern gehören die Deutsche Gesellschaft für Elektronenmikroskopie, die Österreichische Gesellschaft für Elektronenmikroskopie und die Schweizerische Gesellschaft für Optik und Mikroskopie. Die IFSM ist in drei regionalen Komitees organisiert, dem Committee for Asia-Pacific Societies of Microscopy, der European Microscopy Society und dem Interamerica Committee for Societies for Electron Microscopy.